# Matrimonio bostoniano
L'espressione "matrimonio bostoniano" è stata usata in New England nei decenni a cavallo tra il XIX ed il XX secolo per descrivere la relazione tra due donne conviventi, anche senza una relazione sessuale, indipendenti da supporto finanziario di un uomo.

## Origine del termine
Le amicizie romantiche più o meno formalizzate tra donne precedono questa espressione e c'è una lunga lista di esempi nel Regno Unito e in altri paesi europei.
Il termine "matrimonio bostoniano" è stato associato al romanzo I bostoniani di Henry James, che include una relazione di convivenza prolungata di due donne nubili, "nuove donne", anche se James non le ha mai chiamate così. James si è ispirato a sua sorella Alice James, implicata in una relazione del genere con un'altra donna chiamata Louise.
Esistono diversi esempi di matrimoni bostoniani. Nel tardo XVIII secolo, per esempio, due donne irlandesi di alto rango, Eleanor Butler e Sarah Ponbony, sono state descritte come una coppia e chiamate le signore di Llangollen. Elizabeth Mavor ritiene che l'istituzione di amicizie romantiche tra donne abbia raggiunto il suo zenit nell'Inghilterra del XVIII secolo. Negli Stati Uniti, un esempio illustre è dato dalla scrittrice Sarah Orne Jewett e dalla sua compagna Annie Adam Fields, vedova del direttore del The Atlantic Monthly, alla fine del XIX secolo..
Lillian Faderman ha prodotto uno degli studi più corposi sui matrimoni bostoniani in Surpassing the Love of Men (1981). I critici televisivi del ventesimo secolo hanno usato il termine per descrivere la relazione Jewett-Fields tracciata nel film-documentario Out of the past. La commedia Boston Marriage, di David Mamet ha contribuito a rendere popolare il termine.

## Sociologia
Alcune donne non si sposavano perché sentivano di aver maggiore legami con donne rispetto agli uomini ed alcune di queste convivevano; spesso erano finanziariamente indipendenti, grazie a eredità familiari o guadagni di un lavoro autonomo. Coloro che decidevano di avviare una carriera (dottoresse, scienziate, professoresse), dettero vita una nuova classe di donne, distinte dalla prerogativa dell'essere economicamente indipendenti da uomini. A quelle istruite ed in carriera che volevano vivere con altre donne era in parte concessa accettazione sociale e libertà di condurre la propria vita. Condividevano femministe valori intellettuali, erano coinvolte in battaglie sociali e culturali; autonome economicamente. Si supportavano l'una con l'altra vivendo in società che spesso le disapprovavano, quando non erano apertamente ostili.